# Робово (Босилово)
Робово (мкд. Робово) је насеље у Северној Македонији, у југоисточном делу државе. Робово је у саставу општине Босилово.

## Географија
Робово је смештено у југоисточном делу Северне Македоније. Од најближег града, Струмице, насеље је удаљено 8 km источно.
Насеље Робово се налази у историјској области Струмица. Насеље је положено у средишњем делу плодног Струмичког поља. Северно од насеља протиче река Струмица. Надморска висина насеља је приближно 220 метара.
Месна клима је блажи облик континенталне због близине Егејског мора (жарка лета).

## Становништво
Робово је према последњем попису из 2021. године имало 436 становника.
| Национални састав према попису из 2021.‍ | Национални састав према попису из 2021.‍ | Национални састав према попису из 2021.‍ | Национални састав према попису из 2021.‍ | Национални састав према попису из 2021.‍ |
| --------------------------------------- | --------------------------------------- | --------------------------------------- | --------------------------------------- | --------------------------------------- |
|                                         |                                         |                                         |                                         |                                         |
| Македонци                               | Македонци                               |                                         | 421                                     | 96,6%                                   |

Претежна вероисповест месног становништва је православље.